# Fariborz Sahba

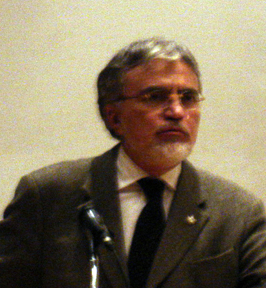
Fariborz Sahba

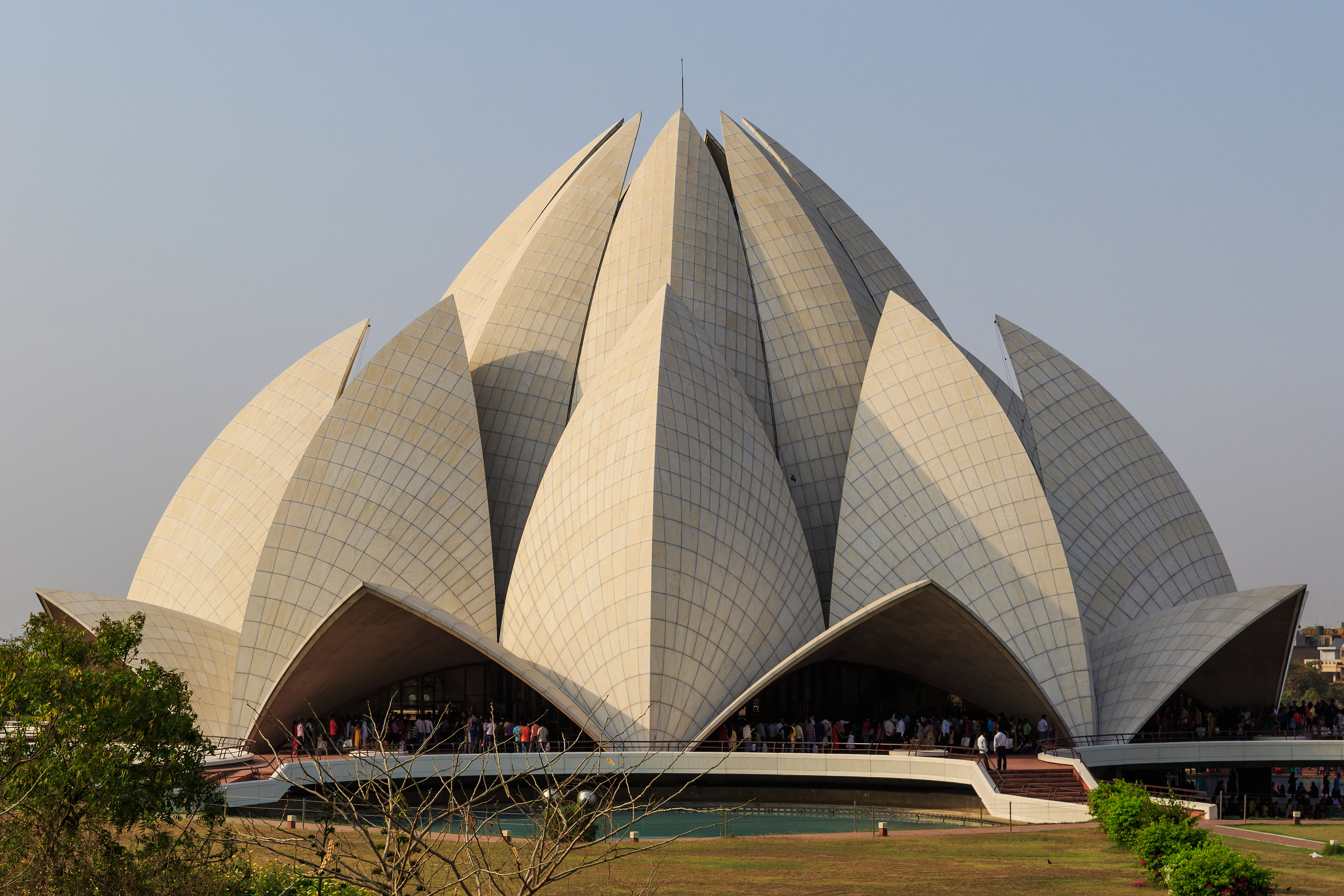
Das von Fariborz Sahba entworfene Haus der Andacht in Delhi, Indien

Fariborz Sahba (persisch فریبرز صهبا‎, * 21. März 1948 in Maschhad) ist ein iranisch-kanadischer Architekt und Anhänger der Bahai-Religion. Er entwarf die Terrassen am Schrein des Bab und das Besucherzentrum im Bahai-Weltzentrum in Haifa, das Haus der Andacht in Delhi, das als Lotustempel bekannt ist, sowie die iranische Botschaft in Peking, Volksrepublik China.
Nach seinem Abschluss in Architektur an der Universität Teheran 1972 war er an einer Reihe von Projekten beteiligt, darunter das Kulturhaus und die Akademie der Bildenden Künste in Sanandadsch in der westiranischen Provinz Kordestān.
Als sich nach der Islamischen Revolution von 1979 die Verfolgung der Bahai verschärfte, musste er sein Heimatland verlassen und siedelte nach Vancouver in Kanada um. Er ist mit seinem Kollegen Hossein Amanat befreundet, der ebenfalls in Vancouver lebt.